# Magda Mihalache
Magda Mihalache (ur. 6 lipca 1981 w Braile) – rumuńska tenisistka.
Zadebiutowała już w wieku czternastu lat, w 1995 roku, biorąc udział w turnieju ITF w rumuńskiej Klużu-Napoce. Dotarła w nim do półfinału, w którym przegrała po trzysetowym meczu z rodaczką Ralucą Sandu. W następnym roku doszła do finału imprezy w Bossonenns, w Szwajcarii, gdzie pokonała ją Niemka Camilla Kremer. Następny finał to 1997 rok w Klużu-Napoce i przegrana z Martiną Suchą ze Słowacji. W maju 1998 roku otrzymała od organizatorów dziką kartę i zagrała w kwalifikacjach do turnieju w Strasburgu. Nie udało jej się jednak zagrać w fazie głównej turnieju, ponieważ odpadła w drugiej rundzie eliminacji. Do końca roku brała już tylko udział w turniejach ITF.
W 1999 roku, z racji miejsca zajmowanego w rankingu, wystąpiła dwukrotnie w eliminacjach do turniejów WTA, ale za każdym razem odpadła w pierwszej rundzie. Zagrała także po raz pierwszy w kwalifikacjach do wielkoszlemowego US Open, ale też przegrała w pierwszej rundzie z Nadieżdą Pietrową. Udanie natomiast wystąpiła na turnieju ITF w Sopocie, gdzie doszła do finału, a w którym przegrała z Anną Żarską. Jeszcze lepiej poszło jej w grze podwójnej, w której wygrała cztery turnieje, w Warszawie, Sopocie, Edynburgu i w Batumi.
W styczniu 2000 roku zagrała po raz pierwszy i jedyny w fazie głównej turnieju wielkoszlemowego. Było to w Australian Open, gdzie w parze ze Słowaczką Zuzaną Valekovą zagrała w pierwszej rundzie gry podwójnej, a w której przegrały z parą Irina Spîrlea i Caroline Vis. Pierwszy w karierze singlowy turniej ITF wygrała w 2003 roku w Stambule, gdzie w finale pokonała Jelenę Wiesninę. W 2005 roku wygrała kwalifikacje do turnieju WTA w Estoril, pokonując w nich Tarę Wigan i Henrietę Nagyovą i zagrała w turnieju głównym. Niestety był to tylko jeden mecz, ponieważ przegrała w pierwszej rundzie z Jill Craybas.
W sumie, w czasie swojej kariery wygrała pięć turniejów w grze pojedynczej i dwanaście w grze podwójnej rangi ITF. Reprezentowała również swój kraj w rozgrywkach Pucharu Federacji.

## Wygrane turnieje singlowe
|    | Data       | Turniej       | Kat. | ($)    | Naw.   | Finalistka      | Wynik         |
| 1. | 06/04/2003 | Stambuł       | ITF  | 10 000 | twarda | Jelena Wiesnina | 4:6, 6:2, 6:2 |
| 2. | 13/04/2003 | Antalya       | ITF  | 10 000 | ziemna | Anette Kolb     | 7:5, 6:1      |
| 3. | 11/07/2004 | Darmstadt     | ITF  | 25 000 | ziemna | Åsa Svensson    | 6:1, 3:6, 7:5 |
| 4. | 17/04/2005 | Civitavecchia | ITF  | 25 000 | ziemna | Maret Ani       | 1:6, 7:5, 6:4 |
| 5. | 22/10/2006 | Lagos         | ITF  | 25 000 | twarda | Agnes Szatmari  | 6:1, 3:6, 6:4 |